# Fatal Design
Fatal Design je páté album od finské gothic-alternative metalové kapely Entwine.

## Seznam skladeb
1. „Fatal Design“ - 3:57
2. „Chameleon Halo“ - 3:33
3. „Out of You“ - 3:45
4. „Surrender“ - 3:49
5. „Oblivion“ - 4:10
6. „Twisted“ - 3:53
7. „Insomniac“ - 4:10
8. „My Serenity“ - 4:04
9. „Break Me“ - 4:47
10. „Curtained Life“ - 5:45